# Altpreußisches Infanterieregiment No. 10 (1806)
Das Infanterieregiment mit der späteren Nummer No. 10 war eines der ältesten brandenburgisch-preußischen Regimenter. Es wurde 1683 als Kurland zu Fuß gegründet und hatte seine Basis in der westfälischen Grafschaft Ravensberg.

## Allgemeine Geschichte
Ein erstes Bataillon wurde im Mai 1683 in Ostpreußen für Prinz Alexander von Kurland geworben. Am 21. Januar 1685 durch ein zweites Bataillon ein neues „Regiment Kurland“ gebildet, um es im Großen Türkenkrieg einzusetzen. 1689 wurde ein Bataillon an das Regiment Dohna zu Fuß abgegeben. Zugänge erhielt es durch Kompanien des Regimentes Spaen zu Fuß. 1702 gab das Regiment wieder Soldaten ab, diesmal an das westfälische Regiment Schlabrendorf zu Fuß.

## Garnison, Ersatz und soziale Verhältnisse
Ursprünglich aus Kurland/Ostpreußen stammend, lag das Regiment ab 1714 in der westfälischen Grafschaft Ravensberg in Garnison: je ein Bataillon in Bielefeld und in Herford. Seinen Ersatz bezog es aus der Grafschaft Ravensberg, zum Teil auch aus dem benachbarten Fürstentum Minden.

## Beurteilung
Das Regiment gehörte im Siebenjährigen Krieg zu den durchschnittlich guten Regimentern. Friedrich II. bezeichnete seine beiden westfälischen  Regimenter (spätere No. 9 & 10) als "grob, aber zuverlässig". Das Regiment wurde insbesondere in den "Russenschlachten" Kunersdorf und Kay "verschlissen" und wurde kaum noch in erster Linie eingesetzt, behielt aber dennoch das Wohlwollen des Königs.

## Verbleib und Nachfolge
Das Regiment löste sich am 16. Oktober 1806 durch Kapitulation in Erfurt auf.

## Uniform, Ausrüstung
Im 18. Jahrhundert bestand die Regimentsuniform aus einer blauen Uniformjacke mit gelben Ärmel- und roten Rockausschlägen und weißen Litzen auf der Brust. Die Mütze der Flügelgrenadiere war gelb, Goldmessingbeschlag mit gelbem Püschel. Die Regimentsfahne war blass meergrün.